# Adamantoscelis eucyane
Adamantoscelis eucyane är en fjärilsart som beskrevs av Diakonoff 1955. Adamantoscelis eucyane ingår i släktet Adamantoscelis och familjen signalmalar. Inga underarter finns listade i Catalogue of Life.